# Воля-Юзефово
Воля-Юзефово (пол. Wola-Józefowo) — село в Польщі, у гміні Красносельц Маковського повіту Мазовецького воєводства.
Населення — 74 особи (2011).
У 1975-1998 роках село належало до Остроленцького воєводства.

## Демографія
Демографічна структура станом на 31 березня 2011 року:
|          | Загалом | Допрацездатний вік | Працездатний вік | Постпрацездатний вік |
| -------- | ------- | ------------------ | ---------------- | -------------------- |
| Чоловіки | 36      | 7                  | 25               | 4                    |
| Жінки    | 38      | 12                 | 18               | 8                    |
| Разом    | 74      | 19                 | 43               | 12                   |